# KBO League
Giải bóng chày Liên đoàn chuyên nghiệp Hàn quốc, hay còn gọi là giải KBO, KBO League hay KBO(tiếng Hàn: KBO 리그) là giải đấu bóng chày cấp độ cao nhất tại Hàn Quốc, bao gồm 10 đội thành viên. Được thành lập với 6 đội thành viên vào năm 1982, đây được xem là giải đấu thể thao phổ biến nhất tại Hàn Quốc. KIA Tigers là đội bóng thành công nhất tại giải, với 12 chức vô địch trong 43 mùa giải.
Theo nhận định của đài ESPN, khi so sánh với Major League Baseball, trình độ của giải KBO "nằm ở giữa hai cấp Double-A và Triple-A, dù các cầu thủ tốt nhất của giải chất lượng hơn so với  cầu thủ từ các giải Double-A thông thường." Giải KBO thường được biết tới với văn hoá cổ động hoạt náo sôi động. Thêm vào đó, hành vi ''tung chày'' khi các tay đập cho rằng vừa đập home run, hay (ppa-dun (tiếng Hàn Quốc: 빠던), từ ghép âm đầu của các từ "chày" và "ném")  rất phổ biến tại giải từ thập niên 1990, trong khi là hành vi nhạy cảm trong văn hóa bóng chày tại Bắc Mỹ.

## Thể thức thi đấu

### Mùa giải
Năm 2015, với việc giải bổ sung đội thành viên KT Wiz, số trận trong mùa giải đã tăng từ 128 lên 144 trận. Thông thường, các đội tại giải sẽ thi đấu một tuần 6 trận, và nghỉ vào ngày thứ 2.
5 đội xếp đầu bảng vào cuối mùa giải sẽ đi tiếp vào vòng play-off.

### Trận đấu All-Star
Vào trung tuần tháng 7, các cầu thủ xuất sắc tính tới thời điểm này sẽ tham gia trận giao hữu All-Star. Các cầu thủ được làm hai đội dựa theo CLB chủ quản: đội "Dream All-Stars" (gồm cầu thủ của Doosan, KT, Lotte, Samsung, and SSG) và đội "Nanum All-Stars" (gồm cầu thủ của Kia, Hanwha, LG, NC and Kiwoom).

### Vòng play-off
Sau mùa giải KBO là vòng play-off gồm 5 đội có kết quả tốt nhất trong mùa giải, theo thể thức đấu loại bậc thang dẫn tới serie chung kết mang tên KBO Korean Series. Theo đó, đó đội có thứ hạng thấp đối đầu với đội xếp kế trên, và đội thắng tiến tới đối đầu đội xếp kế trên đó, và tiếp tục cho tới khi có đội giành quyền Korean Series tranh chức vô địch với đội đứng đầu bảng.
- Vòng Wild Card: đội xếp thứ 5 vs. đội xếp thứ 4

Để đi tiếp, đội xếp thứ 4 cần một trận thắng, còn đội xếp thứ 5 cần thắng 2 trận.
- Vòng tứ kết (KBO Semi-playoffs): Đội thắng vòng Wild Card vs. đội xếp thứ 3

Đội thắng 3 trận trước đi tiếp.
- Vòng bán kết (KBO Playoffs): đội thắng tứ kết vs. đội xếp thứ 2

Đội thắng 3 trận trước đi tiếp.
- Serie chung kết (KBO Korean Series): đội thắng bán kết vs. đội xếp thứ nhất

Đội thắng 4 trận trước giành chức vô địch.
Tất cả các trận đấu vòng playoff kết thúc với kết quả hòa sẽ được tổ chức đấu lại.

## Luật thi đấu
Luật tại giải KBO mô phỏng theo luật của Major League Baseball (MLB) và Giải bóng chày chuyên nghiệp Nhật Bản (NPB). Việc sử dụng tay đập chỉ định được phê chuẩn cho toàn giải.
Thông thường, các trận đấu tại KBO thường sẽ kết thúc và xử hòa sau một số hiệp đấu không có đội giành chiến thắng. Giải loại bỏ quy định này năm 2008, nhưng đã khôi phục lại kể từ năm 2009, với giới hạn 12 và 15 hiệp không phân định được thắng thua lần lượt cho các trận đấu trong mùa giải và vòng play-off.